# Lohmen
Lohmen là một đô thị thuộc huyện Sächsische Schweiz-Osterzgebirge, bang Sachsen, Đức. Đô thị Lohmen có diện tích 25,8 km².